# Freddy : Les Griffes de la nuit
Série Freddy
Freddy contre Jason
(2003)
Pour plus de détails, voir Fiche technique et Distribution.
Freddy : Les Griffes de la nuit ou Les Griffes de la nuit au Québec (A Nightmare on Elm Street), est un film d'horreur américain réalisé par Samuel Bayer et sorti en 2010.
C'est le remake du film Les Griffes de la nuit (A Nightmare on Elm Street) de Wes Craven sorti en 1984. Produit par Michael Bay et Platinum Dunes, il est conçu pour relancer la franchise Freddy. Le film se concentre autour d'un groupe de jeunes traqués et assassinés dans leurs rêves par un homme nommé Freddy Krueger. Ils découvrent qu'ils partagent tous un lien commun depuis leur naissance, ce qui fait d'eux des cibles pour Freddy.
À l'origine, le film devait suivre la même conception que l'autre remake de Platinum Dunes, Vendredi 13 (2009), les scénaristes prenant les meilleurs éléments de chacun des films et créant ainsi une seule l'histoire. Finalement, ils décident d'utiliser l'histoire originale de Craven et d'écrire un film plus effrayant. Pour cela, ils ont cherché à rendre Freddy moins sarcastique, lui qui était devenu moins effrayant et plus comique au cours des années, en lui attribuant une nature plus sombre. Le personnage est présenté comme un vrai violeur de jeunes enfants, tel que Craven voulut le décrire à l'origine en 1984, avant d'en faire un « simple » tueur de jeunes enfants.
La décision est prise d'apporter à Freddy une apparence plus proche d'une victime brûlée. Des images créées par ordinateur ont été utilisées dans certaines parties du visage de Haley pour y contribuer. Le film a été principalement tourné dans l'Illinois.
Wes Craven a exprimé son mécontentement du remaniement de son film, principalement parce que l'on ne l'a pas consulté sur le projet comme cela été fait sur ses précédents films. Robert Englund, qui a joué Freddy dans les huit films précédents, a exprimé son soutien au remake et au nouvel interprète de Freddy, Jackie Earle Haley.
Freddy : Les Griffes de la nuit rencontre essentiellement des critiques négatives. Mais il bat des records d'entrées pour la catégorie « sorties de minuit pour un film d'épouvante » et rapporte plus en un week-end de sortie que quatre autres films de la saga. Le film a rapporté approximativement 62 millions de dollars au box-office américain et plus de 110 millions à travers le monde.

## Synopsis
Alors que les jeunes, Nancy, Quentin, Kristen, Jesse et Dean sont dans un restaurant sous la pluie, Dean s'endort et fait un cauchemar dans lequel Freddy Krueger le griffe dans la paume de sa main. À son réveil, la plaie est réelle et il la cache à Kristen. Cette dernière part se nettoyer car Dean lui a renversé du café dessus. À son retour, Dean s'est rendormi et se fait égorger autant dans son rêve que dans la réalité par Freddy, sous les yeux de Kristen.
À l'enterrement, Kristen fait un cauchemar bref dans lequel une main sort de la tombe pour agripper une fillette qu'elle soupçonne d'être elle-même. À son réveil, elle découvre qu'elle connaissait Dean avant le lycée, ce dont elle n'avait pas souvenir. Elle fait part de ses inquiétudes à Jesse qui ne la croit pas et ne laisse pas Nancy lui faire part de sa théorie. Chez elle, Nancy fait un rapide cauchemar.
Le soir même, Kristen remarque qu'il n'y a pas de photo d'elle quand elle était petite. Elle monte en pleine nuit dans le grenier et trouve une robe, la même que la fillette de ses rêves, et se rend compte qu'elle rêve. Elle est agressée par Freddy qui lui demande si elle se souvient de lui avant qu'elle ne se réveille.
Le lendemain, Kristen s'endort en classe, fait un cauchemar dans lequel Freddy sous-entend qu'il la connaissait étant petite. Freddy lui coupe une mèche de cheveux dans le rêve, et dans la réalité, Kristen constate qu'une de ses mèches s'est détachée. Chez elle, Kristen est toute seule car sa mère est partie en voyage. Au soir, Jesse monte dans la chambre de Kristen (référence au film Scream de Wes Craven) et lui apprend qu'il fait les mêmes cauchemars.
Dans la nuit, Kristen sort dans le jardin et découvre Freddy et son chien griffé. Kristen revient dans la maison où elle croise des fillettes dans les pièces. Finalement, Kristen se réveille en sursaut. Elle revient dans son lit mais elle rêve encore. Dans la réalité, Jesse voit le corps de Kristen s'envoler dans les airs avant d'être déchiré. Kristen est morte.
Jesse s'enfuit en déclenchant le système d'alarme. Il prévient Nancy et sort avant de se faire arrêter par la police. Nancy prévient Quentin qui, à la bibliothèque, rêve de Freddy avant d'être réveillé par Nancy. À la prison, Jesse s'endort et se fait tuer par Freddy qui lui fait des reproches, notamment le fait qu'il n'a pas pu empêcher la mort de Kristen.
Chez elle, Nancy demande à sa mère si elle a un lien avec Jesse, Kristen, Quentin et Dean. Sa mère lui répond que non mais lui cache quelque chose, car elle téléphone au père de Quentin en lui disant que sa fille commence à se souvenir. Nancy prend son bain, s'endort et rêve d'une maternelle abandonnée. Elle se fait agresser par Freddy avant que Quentin ne la réveille et lui apprenne la mort de Jesse.
En fouillant dans des tiroirs, Nancy et Quentin découvrent une photo de classe de maternelle où ils sont tous présents. La mère de Nancy est contrainte de leur avouer qu'un homme à la maternelle, Fred Krueger, était un pédophile et qu'il les avait sans doute traumatisés. Quentin la croit mais Nancy pense que cela n'explique pas pourquoi le fantôme de Freddy leur en veut.
Quentin va à son club de piscine et Nancy fait des recherches sur Internet et découvre peu à peu que tous les autres élèves de la classe de la maternelle sont morts dans leur sommeil. Quentin fait un cauchemar dans lequel il est révélé que les parents des enfants ont brûlé Freddy à mort pour ce qu'il avait fait. Sur un blog, Nancy trouve des informations sur un élève qui pensait qu'il devait trouver la maternelle. Nancy et Quentin commencent à s'y rendre mais dans un supermarché, Nancy se fait griffer à l'épaule par Freddy.
À l'hôpital, les deux amis volent de l'adrénaline afin de rester éveillés. À la maternelle abandonnée, ils découvrent que Freddy était bien un pédophile. Nancy se laisse s'endormir sous la surveillance de Quentin, mais ce dernier s'endort. Dans le cauchemar, Nancy est poursuivie avant d'être figée sur un lit par Freddy qui s'apprête à la tuer. Quentin réveille Nancy avec de l'adrénaline alors qu'elle touche Freddy. Cela a pour effet d'amener Freddy dans le monde réel. Après une bagarre, Nancy tue Freddy et Quentin est amené à l'hôpital.
Le soir, Nancy est face à sa mère qui est dos à un miroir. Freddy apparaît dans le miroir et tue la mère de Nancy avec ses griffes plantées dans sa tête, l'une des griffes transperce l'oeil de la mère de Nancy avant de l'emmener dans le miroir. Le film se termine sur le hurlement de Nancy.

## Fiche technique
- Titre original : A Nightmare on Elm Street
- Titre français : Freddy : Les Griffes de la nuit
- Titre québécois : Les Griffes de la nuit
- Réalisateur : Samuel Bayer
- Scénario : Wesley Strick et Eric Heisserer, d'après les personnages créés par Wes Craven
- Décors : Karen Frick
- Costumes : Marian Ceo
- Photographie : Jeff Cutter
- Montage : Glen Scantlebury
- Musique : Steve Jablonsky
- Production : Michael Bay, Andrew Form (en), Brad Fuller ; John Rickard (coproduction) ; Robert Shaye (producteur délégué)
- Sociétés de production : Platinum Dunes et New Line Cinema
- Sociétés de distribution : New Line Cinema (États-Unis), Warner Bros. France (France)
- Budget : 35 000 000 $[1]
- Pays d'origine :  États-Unis
- Langue originale : anglais
- Format : Couleur - 35 mm - 2,35:1 - Son Dolby DTS
- Genre : horreur (slasher), fantastique
- Durée : 95 minutes
- Dates de sortie : 
  - États-Unis, Canada : 30 avril 2010
  - France : 12 mai 2010
  - Québec: 2011 ( DVD & Blu-Ray)
- Interdit aux moins de 12 ans avec avertissement lors de sa sortie en France[Note 1].

## Distribution

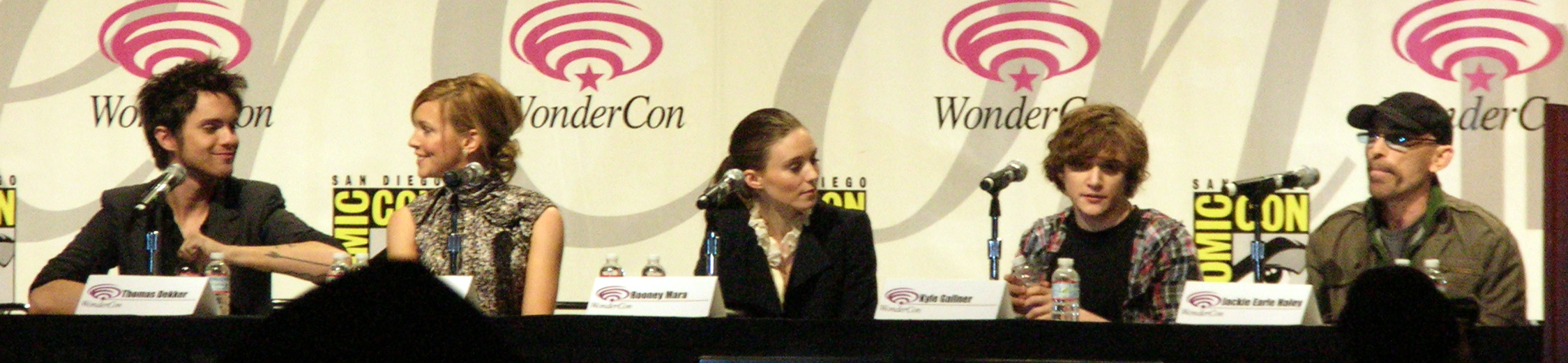
De gauche à droite, Thomas Dekker, Katie Cassidy, Rooney Mara, Kyle Gallner et Jackie Earle Haley au WonderCon en 2010.

- Jackie Earle Haley (VF : Julien Kramer) (VQ : Louis-Philippe Dandenault) : Frederick Charles "Freddy" Krueger
- Rooney Mara (VF : Jessica Monceau) (VQ : Lisette Dufour) : Nancy Holbrook
- Kyle Gallner (VF : Nathanel Alimi) (VQ : Hugolin Chevrette-Landesque) : Quentin Smith
- Katie Cassidy (VF : Noémie Orphelin) (VQ : Aline Pinsonneault) : Kristen « Kris » Fowles
- Thomas Dekker (VF : Juan Llorca) (VQ : Sébastien Dhavernas) : Jesse Braun
- Kellan Lutz (VF : Stéphane Pouplard) (VQ : Gilbert Lachance) : Dean Russell
- Clancy Brown (VF : Hervé Furic) (VQ : Yves Corbeil) Alan Smith
- Connie Britton (VF : Rafaèle Moutier) ( VQ :Isabelle Miquelon) : Dr. Gwen Holbrook
- Lia D. Mortensen (VF : Malvina Germain) ( VQ : Christine Bellier) Nora Fowles
- Charles E Tiedje : l'officier Delaney
- Andrew Fiscella : un prisonnier
- Christian Stolte (VF : Jean-François Roubaud) (VQ : Éric Gaudry) : le père de Jesse Braun
- Aaron Yoo (VQ : Jacques Lussier) : Marcus Yeon

## Production

### Genèse et développement
En janvier 2008, Variety annonce que Michael Bay et sa société Platinum Dunes vont produire un reboot de la franchise Freddy avec un remake du premier opus Les Griffes de la nuit (1984) de Wes Craven. Le producteur Brad Fuller explique que Platinum Dunes veut appliquer la même « recette » que pour Vendredi 13 (2009) avec un Freddy Krueger plus effrayant que dans certains des films précédents. Il a été un temps question de faire une préquelle à la franchise. Environ 15 versions du script auraient été écrites. Le scénario final est ainsi un mélange du travail de plusieurs scénaristes.
Samuel Bayer refuse initialement le poste de réalisateur, après avoir déjà refusé deux autres remakes de franchises horrifiques : Amityville (2005) et Vendredi 13. Il se laissera finalement convaincre par le producteur Michael Bay. Après de multiples clips musicaux, il signe ici son premier long métrage.

### Distribution des rôles
Jackie Earle Haley, qui incarne ici Freddy Krueger, avait déjà participé aux auditions du film original. Il était alors accompagné par son ami Johnny Depp. Ce dernier avait séduit le réalisateur Wes Craven et avait obtenu un rôle, alors que Jackie Earle Haley n'avait pas été retenu. Robert Englund, qui a incarné a huit reprises Freddy, a publiquement soutenu l'acteur, qu'il avait adoré dans Watchmen : Les Gardiens (2009). Billy Bob Thornton et Steve Buscemi ont par ailleurs été envisagé pour jouer Freddy Krueger.
Amanda Crew a auditionné pour le rôle de Nancy Holbrook.
Un rôle caméo a été proposé à Heather Langenkamp, qui incarnait Nancy Thompson dans les premier, troisième et septième films. Elle devait tenir le rôle d'une serveuse au début du film. John Saxon, qui incarnait le père de Nancy dans ces mêmes trois films, a également été sollicité pour une apparition mais n'était pas disponible.

### Tournage

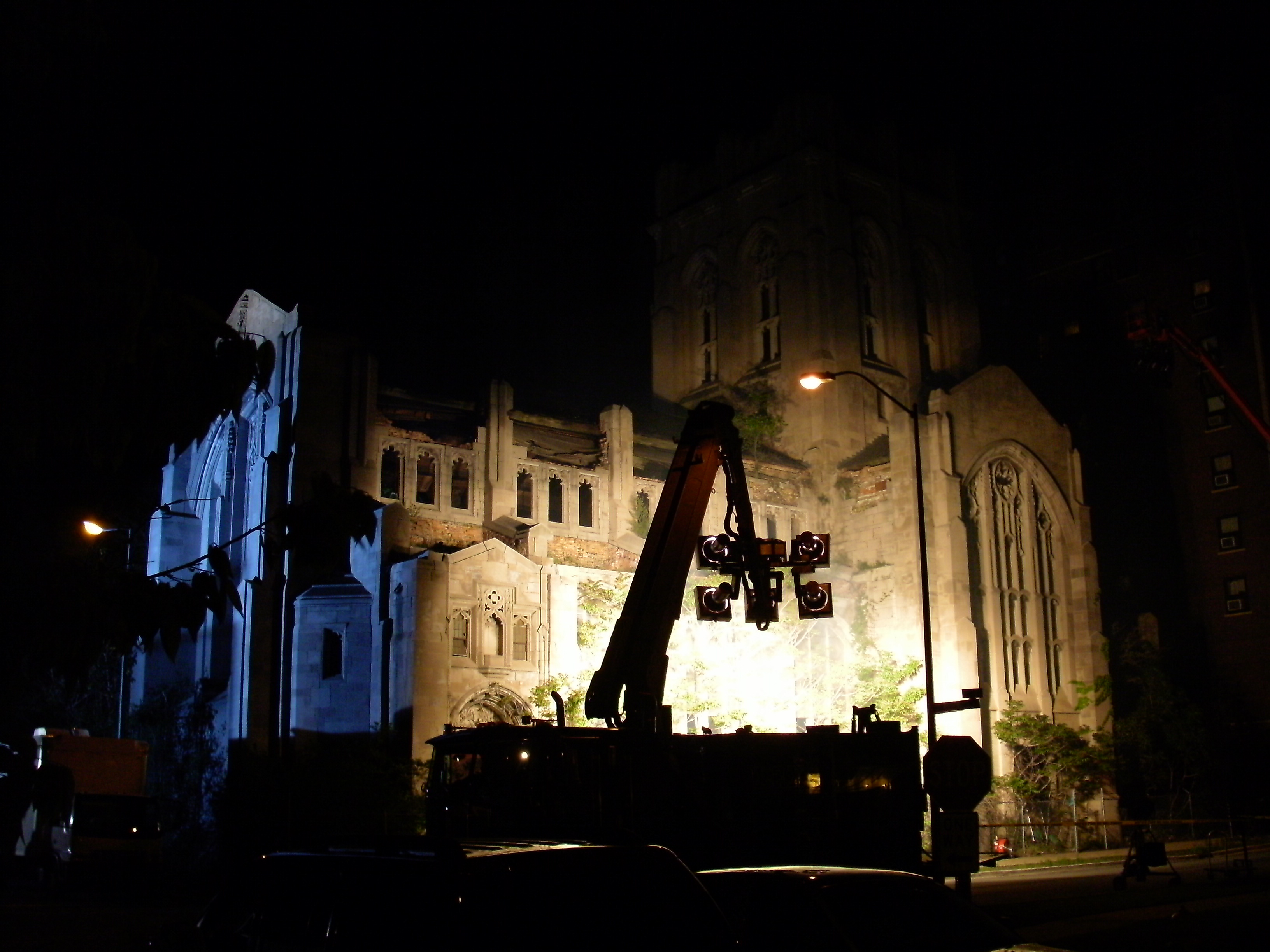
Le tournage a notamment lieu dans une ancienne église méthodiste de Gary dans l'Indiana.

Le tournage a lieu de mai à juin 2009. Il se déroule dans l'Illinois (lycée John Hersey d'Arlington Heights, Barrington, Chicago, Elgin, Lake Forest, Orland Park, Cicero ou encore le lycée d'Elk Grove Village) ainsi qu'à Gary dans l'Indiana. Des reshoots ont ensuite lieu à Los Angeles. Le tournage dure 70 jours.
Peu après le tournage, Warner Bros. insiste pour que le film soit converti en 3D, bien qu'il n'a pas été tourné pour ce format. Les producteurs parviennent cependant à convaincre le studio que cela est une mauvaise idée et que l'effet 3D ne sera pas assez bon.

### Musique
Bandes originales de Freddy
Freddy contre Jason
(2003)
La musique du film est composée par Steve Jablonsky et interprétée par un orchestre de 60 musiciens  du Hollywood Studio Symphony. L'album, commercialisé par WaterTower Music, sort le 27 avril 2010. Certains éléments composés par Charles Bernstein sont reprises, dont dans le titre Jump Rope. On peut également entendre Un Homme Et Une Femme de The Hit Crew et All I Have to Do Is Dream de The Everly Brothers.
Liste des titres
1. Freddy's Coming For You - 4:28
2. Main Title - 2:35
3. Missing Pictures - 2:22
4. Rufus? - 1:34
5. Quiet Drive - 1:48
6. Jesse And Kris - 1:08
7. Jesse And The Police - 2:50
8. You Smell Different - 2:14
9. A Man Named Fred Krueger - 5:03
10. Research - 2:22
11. It's Hot In Here - 3:12
12. The School - 0:52
13. Where The Monster Lives - 4:51
14. Wake Me Up - 4:55
15. Boo - 1:06
16. Like It Used To Me - 5:32
17. One More Nap - 2:44
18. Jump Rope - 0:20 (écrit par Charles Bernstein)

## Accueil

### Critique
Le film reçoit des critiques globalement très négatives. Sur l'agrégateur américain Rotten Tomatoes, il ne récolte que 15% d'opinions favorables pour 183 critiques et une note moyenne de 3,90⁄10. Le consensus du site est « Visuellement fidèle mais sans la profondeur et les rebondissements subversifs qui ont rendu l'original si mémorable, le remake est à la hauteur de son titre de la pire des manières ». Sur Metacritic, il obtient une note moyenne de 35⁄100 pour 25 critiques.
En France, le film obtient une note moyenne de 1,5⁄5 sur le site AlloCiné, qui recense 14 titres de presse.
Le célèbre critique américain Roger Ebert inclut le film dans sa liste des films qu'il déteste le plus. Réalisateur-scénariste du premier film, Wes Craven critiquera ouvertement le projet pour ne pas avoir été consulté et impliqué sur le projet.

## Analyse

### Frontière entre fiction et réalité
Dans "Freddy, les griffes de la nuit", le thème de la frontière entre fiction et réalité est exploré à travers le concept innovant d'un monstre qui attaque ses victimes dans leurs rêves. Samuel Bayer, le réalisateur, brouille délibérément les lignes entre le monde réel des personnages et les rêves où Freddy Krueger, une entité à la fois fantastique et terrifiante, exerce son pouvoir mortel. Cette imbrication des rêves dans la réalité transforme les cauchemars en une menace tangible, mettant en lumière la capacité de la fiction à influencer et à perturber notre perception du réel. Le film soulève ainsi des questions sur la nature de la réalité et sur notre vulnérabilité face aux peurs qui, bien que nées de la fiction, semblent se manifester concrètement dans notre quotidien. En faisant de Freddy une figure qui transcende la barrière entre l'imaginaire et le tangible, Bayer illustre la puissance des histoires et des mythes, capables de modeler nos craintes les plus profondes et de nous confronter à elles, comme si elles faisaient partie intégrante de notre réalité.[réf. nécessaire]

#### Héritages et répercussions
Les fardeaux transgénérationnels sont un autre thème central du film. Freddy Krueger, bien qu'étant le bourreau, est aussi la conséquence des actions passées des parents d'Elm Street. Cette idée que les péchés des parents sont payés par leurs enfants offre une critique sociale, suggérant que les horreurs du passé continuent de hanter le présent et mettent en lumière les responsabilités morales et les conséquences des actions collectives, illustré dans le film par des cellules familiales fragilisées et dysfonctionnelles. Ce thème est essentiel pour comprendre la nature de Freddy comme un monstre pas seulement physique mais aussi symbolique, représentant les conséquences des actions passées sur les générations future.

#### Le monstre comme construction sociale
La notion du monstre comme construction sociale est un thème riche et complexe, particulièrement présent dans les œuvres d'horreur, où des figures telles que Freddy Krueger de "Les griffes de la nuit" peuvent être interprétées à travers ce prisme. Dans le contexte du film, Freddy Krueger n'est pas seulement un tueur surnaturel mais aussi une entité forgée par les peurs, les secrets, et les actions collectives d'une communauté. La vengeance des parents d'Elm Street, qui choisissent de le brûler vif pour ses crimes, engendre involontairement un monstre bien plus terrifiant et indestructible, illustrant comment la société peut, par ses propres dysfonctionnements et ses tentatives de justice extrajudiciaire, créer des monstres qui hantent son imaginaire collectif. Cette thématique nous emmène à nous poser des questions sur la fabrique du monstrueux, et si le foyer du monstrueux ne serait pas l’humain lui-même.

### Les traumatismes
Le thème des souvenirs et de leur répression explore comment les expériences traumatisantes enfouies impactent les personnages. Les souvenirs d'abus des enfants, bien que réprimés, ressurgissent, montrant que les traumatismes non affrontés continuent d'affecter le présent. La présence menaçante de Freddy dans leurs rêves symbolise le pouvoir destructeur des souvenirs non confrontés et la manière dont ils continuent à hanter les individus. Le film illustre de façon poignante que l'oubli ou la négation des événements traumatisants du passé ne fait que retarder l'inévitable confrontation avec ces démons intérieurs.

### Box-office
Le jour de la sortie nord-américaine, les recettes sont estimées à 15 millions de dollars, et le premier week-end, à 35 millions de dollars. Lors des premières projections nocturnes, 16 millions de dollars ont été collectés dans plus de mille salles de cinéma. En conséquence, le film a battu de plus de 10 millions de dollars le record des projections de minuit pour un film d'horreur, précédemment détenu par un autre remake : Vendredi 13 en 2009,.
| Pays ou région    | Box-office      | Date d'arrêt du box-office | Nombre de semaines |
| ----------------- | --------------- | -------------------------- | ------------------ |
| États-Unis Canada | 63 075 011 $    | 15 juillet 2010            | 11                 |
| France            | 469 312 entrées | -                          | -                  |
| Total mondial     | 115 694 863 $   | -                          | -                  |

## Distinctions
Source : Internet Movie Database

### Récompenses
- Fangoria Chainsaw Awards 2011 : pire film
- People's Choice Awards 2011 : meilleur film d'horreur

### Nominations
- Teen Choice Awards 2010 :  meilleur film d'horreur-triller, meilleur acteur dans un film d'd'horreur-triller pour Jackie Earle Haley et meilleure actrice dans un film d'horreur-triller pour Katie Cassidy
- Fright Meter Awards 2010 : meilleure actrice dans un second rôle pour Katie Cassidy
- Golden Schmoes Awards 2010 : pire film de l'année et plus grosse déception
- Scream Awards 2010 : meilleur film d'horreur et meilleur méchant pour Jackie Earle Haley
- Empire Awards 2011 : meilleur film d'horreur
- Taurus World Stunt Awards 2011 : Hardest Hit et meilleure cascade par une femme pour Tarah Paige

## Clins d'œil
Les prénoms de Kris et Jesse rappellent ceux de personnages des précédents films de la saga : Kristen Parker (Les Griffes du cauchemar et Le Cauchemar de Freddy) et Jesse Walsh (La Revanche de Freddy).
La plupart des noms d'enfants sur les photos à l'école sont ceux de membres de l'équipe du film : les costumières Sukari McGill et Lizzie Cook, la consultante Nancy Lumb, l'assistante de plateau Carrie Bush, le directeur artistique Craig Jackson et le graphiste Bret August Tanzer.

## Projet de suite
Après les résultats commerciaux plutôt positifs du film, le studio envisage une suite. Certains acteurs, comme Jackie Earle Haley er Rooney Mara avaient même signé un contrat pour respectivement 3 et 2 films. Cependant, après les réactions très négatives de la presse et des fans, l'idée est annulée. Malgré cela, la version de Freddy de ce remake apparait dans les jeux vidéo Dead by Daylight et Mortal Kombat.
Après la sortie de ce film, le producteur Brad Fuller a avoué que le studio Platinum Dunes peinait à trouver de nouveaux projets et collaborations. Ce film marque alors le dernier remake-reboot d'une franchise d'horreur produit par Platinum Dunes, après Massacre à la tronçonneuse (2003), Amityville (2005), Hitcher (2007) et Vendredi 13 (2009). Le studio produira après cela des projets originaux comme American Nightmare (2013) ou Sans un bruit (2018).